# 河野安郎
河野 安郎（こうの やすろう、1974年4月24日 - ）は、日本の俳優。アンカット所属。愛媛県宇和島市出身。愛媛県立吉田高等学校卒業。

## 出演

### 映画
- 笑の大学 - ジュリオ 役（星護監督・三谷幸喜作）
- 花田少年史 幽霊と秘密のトンネル  (水田伸生監督)
- THE OSHIMA GANG - 川又昴 役（葉山陽一郎監督）
- 任侠ヘルパー - 風見司 役（西谷弘監督）
- 遺体・明日への十日間（君塚良一監督）
- ガリレオ 真夏の方程式 - 橋上義之 役（西谷弘監督）
- 謝罪の王様（水田伸生監督）
- るろうに剣心 京都大火編
- もちつきラプソティ - 相田純一郎役 (加瀬聡監督)
- ミックス。(石川淳一監督)
- YOU達HAPPY 映画版ひまわり市川役 (杉本達監督)
- ヒキタさん! ご懐妊ですよ - 装丁デザイナー・柏役(細川徹監督)
- マチネの終わりに - 医師役　(西谷弘監督)

### テレビドラマ
- 篤姫 - 島津忠冬
- 陽炎の辻2 - 大塚左門
- anego[アネゴ] - 安藤正弘(レギュラー)
  - anego〜アネゴspecial〜 - 安藤正弘(レギュラー)
- 神はサイコロを振らない - 小島貴之(レギュラー)
- 仮面ライダーカブト
- 嫌われ松子の一生
- ゴッドハンド輝
- JIN-仁- 完結編
- ダブルフェイス
- 絶対彼氏
- 嵐がくれたもの - 久我修治
- 働くゴン!
- リッチマン、プアウーマン
- 逸脱 捜査一課・澤村慶司 - 長倉礼二
- 警察の血 - 正樹
- 侍戦隊シンケンジャー - 新左
- 密会の宿7 - 佐々木由彦
- 鼠、江戸を疾る - 三河仙八郎
- 昼顔 2話、9話  - 三島刑事
- Dr.検事モロハシ - 大野
- 突撃せよ!  - 川上
- 刑事ゆがみ1話
- ストロベリーナイト・サーガ7話、8話 - 柳井篤司
- あなたの番です
- シャーロック 1話
- アライブ　がん専門医のカルテ1話、6話 - 安田孝輔
- MIU4048話
- 華麗なる一族 4話、7話、9話、11話、12話　- 湊営業部長
- 黒鳥の湖 1話
- 彼女はキレイだった 7話　- 山本
- 雨に消えた向日葵 4話
- アトムの童  1話
- あなたがしてくれなくても 10話　- 新名の上司
- 18/40〜ふたりなら夢も恋も〜 1話、2話、5話　- 大学教授
- 警部補ダイマジン 3話、4話　- 官僚
- フェルマーの料理　8話　- 南条剛
- 花咲舞が黙ってない 第3シリーズ 第4話（2024年5月4日、日本テレビ） - 村上 役
- ダブルチート 偽りの警官 Season1 第3話（2024年5月10日、テレビ東京・WOWOW） - フレンチシェフ 役[2]

### 舞台
- 夏の夜の夢
- 父
- 仲間同士
- ガラスの動物園
- 思い出のブライトン・ビーチ
- 桜の園
- ワーニャおじさん
- 時の崖
- スラブディフェンス
- 利一郎気まぐれ日記
- 水の村幻想奇譚
- セレブ気取り
- Party  People -艶∞ポリス(作・演岸本鮎佳)

### CM
- 眼鏡市場
- コーディアル証券
- 花王バブ
- 佐川急便